# Капра, Мариано Антонио
Мариано Антонио Капра (итал. Mariano Antonio Capra; 1739—1793) — итальянский поэт.
Преследовался инквизицией за приверженность французской философии. Умер бедным, в нищете, в больнице. Написал: «Notte poetica» (Фаенца, 1776); «La Rocca di Lupo» (Ф., 1776); «Notti Poetiche» (1777) и «Pio VI alle paludi Pontine» (Рим, 1780).